# Okręgowy inspektor rybołówstwa morskiego

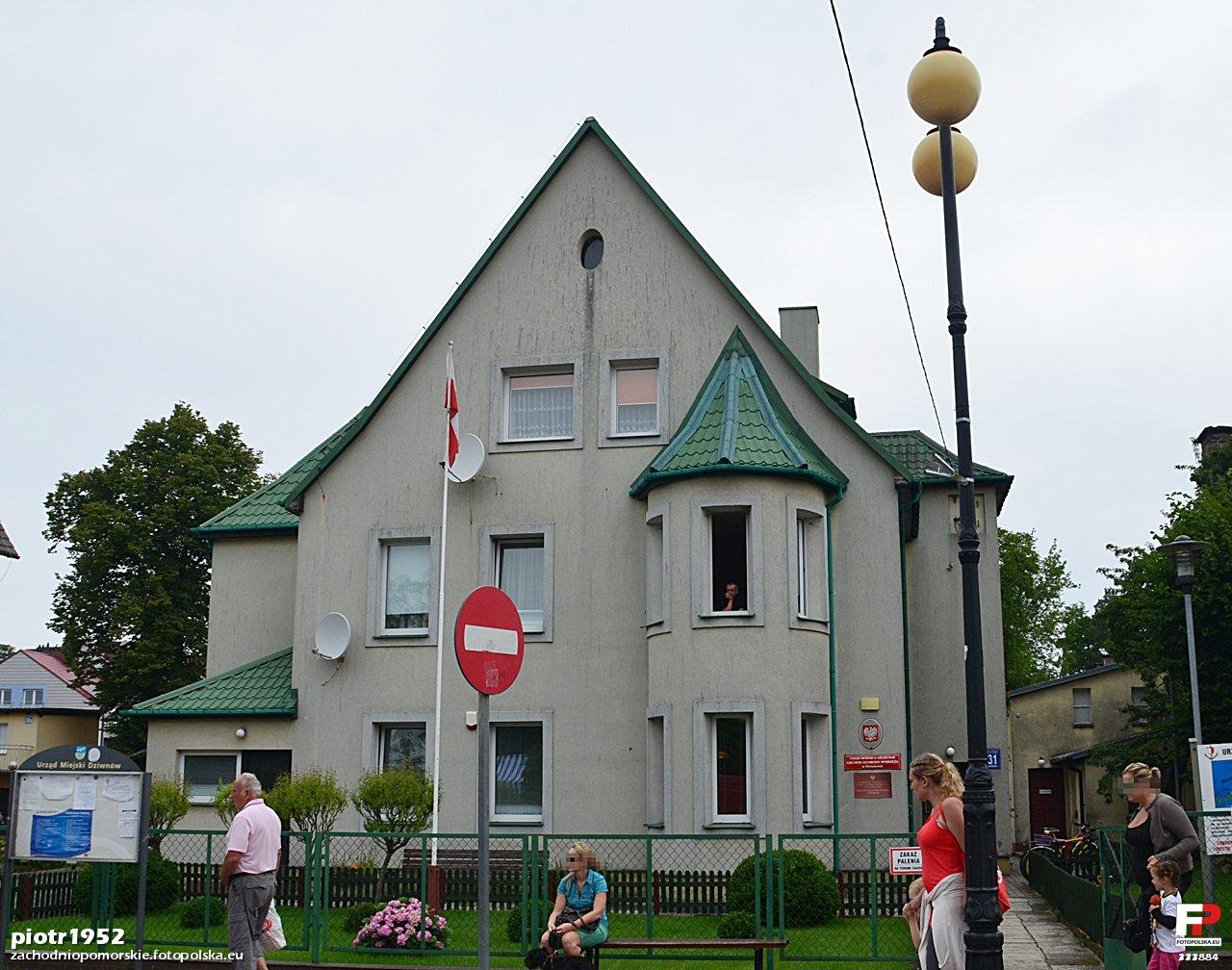
Okręgowy Inspektorat Rybołówstwa Morskiego w Szczecinie oddział w Dziwnowie.

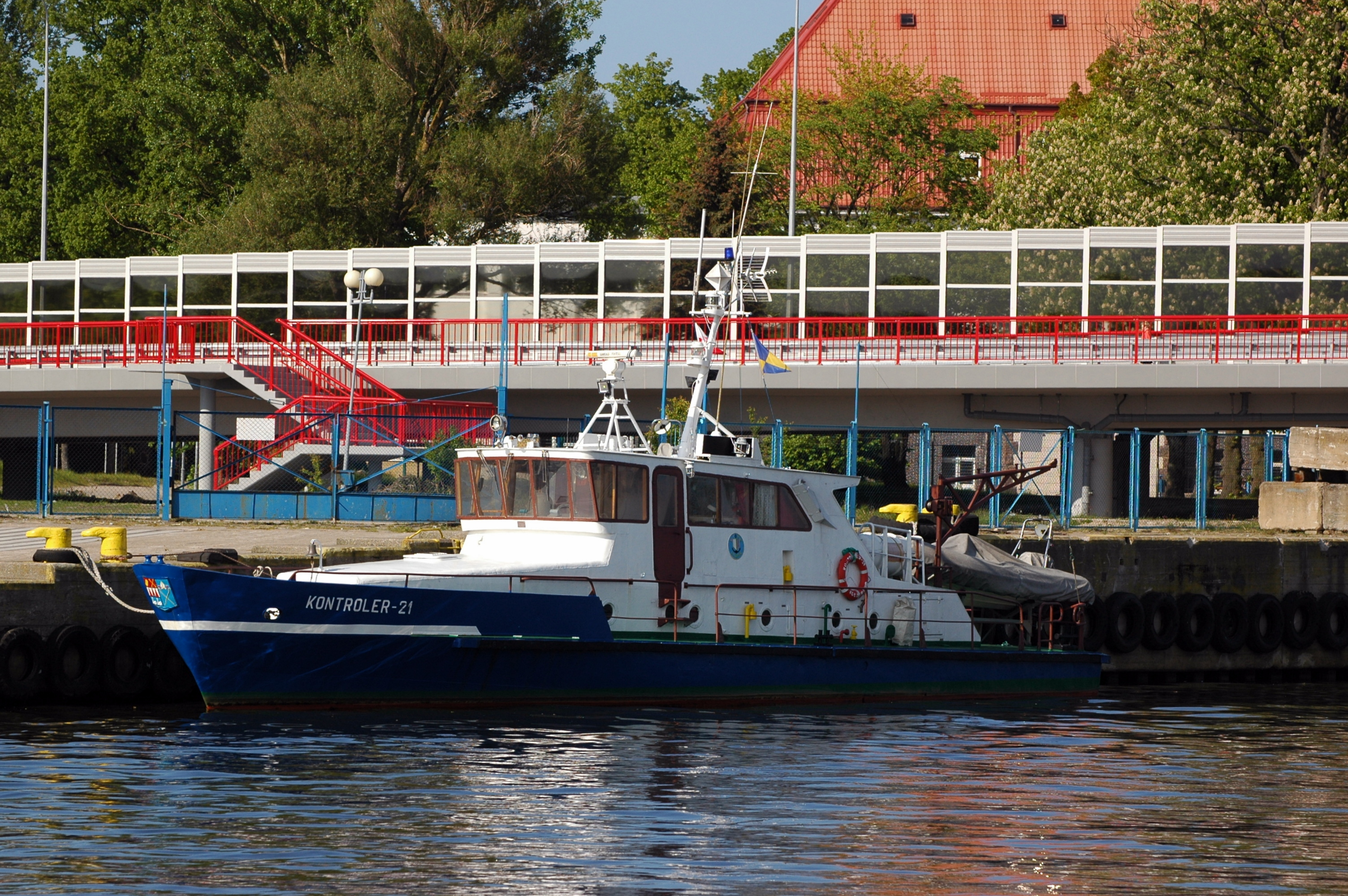
Statek kołobrzeskiego IRM Kontroler-21 w porcie

Okręgowy inspektor rybołówstwa morskiego – w Polsce organ administracji rybołówstwa morskiego (w ramach administracji niezespolonej) podległy ministrowi właściwemu do spraw rybołówstwa, działający na podstawie art. 101 i następnych ustawy z dnia 19 grudnia 2014 r. o rybołówstwie morskim.
Do zadań okręgowych inspektorów rybołówstwa morskiego należy m.in. nadzór nad przestrzeganiem przepisów o rybołówstwie morskim na terytorium i w wyłącznej strefie ekonomicznej Rzeczypospolitej Polskiej oraz przepisów o organizacji rynku rybnego, wykonywanie określonych umowami międzynarodowymi zadań poza polskimi obszarami morskimi.
Terytorialny zakres działania inspektorów reguluje rozporządzenie Ministra Rolnictwa i Rozwoju Wsi z dnia 24 września 2004 r. w sprawie określenia siedzib i terytorialnego zakresu działania okręgowych inspektorów rybołówstwa morskiego.
Inspektorzy swoje zadania wykonują przy pomocy okręgowych inspektoratów rybołówstwa morskiego, powoływanych i znoszonych przez ministra właściwego do spraw rolnictwa.